# Cameron (Arizona)
Cameron (navaho Naʼníʼá Hasání) és una concentració de població designada pel cens dels Estats Units a l'estat d'Arizona. Segons el cens del 2000 tenia 978 habitants.

## Demografia
Segons el cens del 2000, Cameron tenia 978 habitants, 236 habitatges, i 194 famílies La densitat de població era de 20,5 habitants/km².
Dels 236 habitatges en un 44,5% hi vivien nens de menys de 18 anys, en un 47,9% hi vivien parelles casades, en un 28,4% dones solteres, i en un 17,4% no eren unitats familiars. En el 15,7% dels habitatges hi vivien persones soles el 4,2% de les quals corresponia a persones de 65 anys o més que vivien soles. El nombre mitjà de persones vivint en cada habitatge era de 4,14 i el nombre mitjà de persones que vivien en cada família era de 4,61.
Per edats la població es repartia de la següent manera: un 41,2% tenia menys de 18 anys, un 10,9% entre 18 i 24, un 27,5% entre 25 i 44, un 13,7% de 45 a 60 i un 6,6% 65 anys o més.
L'edat mediana era de 24 anys. Per cada 100 dones de 18 o més anys hi havia 91,7 homes.
La renda mediana per habitatge era de 24.773 $ i la renda mediana per família de 21.420 $. Els homes tenien una renda mediana de 21.786 $ mentre que les dones 12.614 $. La renda per capita de la població era de 5.970 $. Aproximadament el 38% de les famílies i el 36,5% de la població estaven per davall del llindar de pobresa.
Segons el cens dels Estats Units del 2010 el 94,68% són nadius americans, l'1,74% blancs, el 0,10% afroamericans, el 0,10% asiàtics, el 0,82% d'altres races, i 2,56% de dues races o més. El 4,09% de la població són hispànics.

## Poblacions més properes
El següent diagrama mostra les poblacions més properes.